# 威廉·卡洛斯·威廉斯
威廉·卡洛斯·威廉斯（William Carlos Williams，1883年9月17日—1963年3月4日），美國詩人、小說家。

## 生平
出身於商人家庭。1906年從賓夕法尼亞大學畢業，並取得醫學博士學位，  後去德國萊比錫大學進脩，1909年回故鄉行醫，直到1951年退休纔放下聽診器，寫詩僅僅是他的業餘活動。
威廉斯是龐德的同窗好友，詩風很接近意象派，同時繼承惠特曼的浪漫主義傳統，在意象派星散後，他是唯一對意象派堅持具體性原則並終身服膺的詩人，他的詩歌創作是意象派所產生的最有積極意義而且最持久的成果。
威廉斯創作的特點是堅持使用口語，用簡明清晰的描述性意象，用鬆散的短句，反對複雜沉重過於緻密的內部結構和晦澀的象徵體系。20年代末他參加“客體主義”詩派，主張“要事物，不要概念”。他認為日常生活中粗糙、醜惡、平凡的事物均可入詩，寫作速度宜快，以使天籟得以自然記錄。他還強調美國本土風格，用普通美國人的語言，寫美國題材，建立有美國本土特色的詩歌。他說：“我相信一切藝術都從當地產生，而且必須如此，因為這樣我們的感官纔能找到素材。”他的第一本詩集是在1909年自費印行的，第二本詩集《氣質》(1913)是在龐德的幫助下出版的。他的詩風明朗、平易、親切，意象鮮明，細節逼真，語言精練，有濃鬱的生活味、人情味和樂觀情緒。威廉斯的職業是兒科醫生，他終生在新澤西州一箇小城市行醫，因此，他的題材往往取自小城市和鄉村生活，他對人民的疾苦也比較關心。
威廉斯的重要詩集還有《地獄裡的科拉琴》(1920)、《酸葡萄》(1921)、《春天及一切》(1923)以及《早期詩集》與《晚期詩集》等閤集。他後期創作主要是長篇敘事詩《裴特森》(1946—1958)，描寫一箇小城市的歷史和社會生活，試圖以此為縮影反映美國的文化和現代人的風貌。此長詩詩文混雜，引錄不少地方史資料，結構頗為特殊，但被認為是現代美國哲理詩的代表作品之一。威廉斯除寫詩之外，也寫長、短篇小說、自傳、劇本、論文，共約40捲。他曾在1950年獲全國圖書獎，1952年獲博林根詩歌獎，1963年獲普利策獎。
50年代後期美國反學院派詩興起，威廉斯的影響也越來越大，許多美國當代詩人以威廉斯詩風反艾略特詩風，許多評論家認為威廉斯和龐德是對美國當代詩歌影響最大的詩人。

## 代表作品
- 《春天及一切》（Spring and All，1923年）
- 《裴特森》（Paterson，1946，1948，1949，1951，1958年）